# Eurotiales
Eurotiales è un ordine di funghi appartenenti alla divisione Ascomycota. Descritto nel 1980, contiene tre famiglie: Elaphomycetaceae, Thermoascaceae e Trichocomaceae. Sono funghi parassiti negli animali o saprofiti nel suolo che possiedono aschi evanescenti.